# Thelaira maculata
Thelaira maculata là một loài ruồi trong họ Tachinidae.